# 何崇
何崇，四川秀水人，清朝政治人物。
康熙二十六年（1687年），擔任永安县知县，1693年由梁文煜接任。